# Norgesmesterskapet 2006
La Norgesmesterskapet 2006 di calcio fu la 101ª edizione della manifestazione. Iniziò il 10 maggio e si concluse il 12 novembre 2006 con la finale all'Ullevaal Stadion, vinta dal Fredrikstad per tre a zero sul Sandefjord. La squadra detentrice era il Molde.

## Formula
La competizione fu interamente ad eliminazione diretta. Tutti i turni si svolsero in gara unica, con eventuali tempi supplementari e calci di rigore.

## Calendario

### Primo turno
|                    | Risultato    |                  | Data                |
| ------------------ | ------------ | ---------------- | ------------------- |
| Kirkenes           | 1-5          | Tromsdalen       | 10 maggio ore 17.00 |
| Kvik Halden        | 1-7          | Fredrikstad      | 10 maggio ore 18.00 |
| Lisleby            | 7-6 (d.c.r.) | Sarpsborg Sparta | 10 maggio ore 18.00 |
| Sarpsborg          | 4-6 (d.c.r.) | Korsvoll         | 10 maggio ore 18.00 |
| Klemetsrud         | 2-7          | Strømsgodset     | 10 maggio ore 18.00 |
| Groruddalen        | 3-0          | Elverum          | 10 maggio ore 18.00 |
| Frigg              | 0-2          | Manglerud Star   | 10 maggio ore 18.00 |
| Fossum             | 0-4          | Lyn Oslo         | 10 maggio ore 18.00 |
| Asker              | 2-4          | Stabæk           | 10 maggio ore 18.00 |
| Fu/Vo              | 2-4          | Moss             | 10 maggio ore 18.00 |
| Høland             | 0-3          | Lillestrøm       | 10 maggio ore 18.00 |
| Sander             | 0-4          | Kongsvinger      | 10 maggio ore 18.00 |
| Ringebu-Fåvang     | 1-7          | HamKam           | 10 maggio ore 18.00 |
| Lillehammer        | 4-3          | Ullensaker/Kisa  | 10 maggio ore 18.00 |
| Brumunddal         | 0-3          | Sprint-Jeløy     | 10 maggio ore 18.00 |
| Stange             | 1-8          | Vålerenga        | 10 maggio ore 18.00 |
| Vardal             | 1-4          | Raufoss          | 10 maggio ore 18.00 |
| Hadeland           | 0-6          | Follo            | 10 maggio ore 18.00 |
| Åmot               | 0-1          | Gjøvik-Lyn       | 10 maggio ore 18.00 |
| Mjøndalen          | 2-3          | Skeid            | 10 maggio ore 18.00 |
| Birkebeineren      | 1-5          | Hønefoss         | 10 maggio ore 18.00 |
| Ørn-Horten         | 1-2          | Eidsvold Turn    | 10 maggio ore 18.00 |
| Tønsberg           | 12-1         | Røa              | 10 maggio ore 18.00 |
| Eik-Tønsberg       | 1-4          | Pors Grenland    | 10 maggio ore 18.00 |
| Larvik Turn        | 0-4          | Sandefjord       | 10 maggio ore 18.00 |
| Skotfoss           | 0-3          | Odd Grenland     | 10 maggio ore 18.00 |
| FK Arendal         | 1-10         | Start            | 10 maggio ore 18.00 |
| Flekkerøy          | 4-1          | Sandnes Ulf      | 10 maggio ore 18.00 |
| Egersund           | 0-2          | Ålgård           | 10 maggio ore 18.00 |
| Klepp              | 3-1          | Randaberg        | 10 maggio ore 18.00 |
| Stavanger          | 2-3          | Bryne            | 10 maggio ore 18.00 |
| Frøyland           | 1-6          | Viking           | 10 maggio ore 18.00 |
| Åkra               | 0-3          | Haugesund        | 10 maggio ore 18.00 |
| Stord Sunnhordland | 2-5          | Fyllingen        | 10 maggio ore 18.00 |
| Fana               | 2-0          | Lyngbø           | 10 maggio ore 18.00 |
| Askøy              | 4-2          | Vadmyra          | 10 maggio ore 18.00 |
| Hovding            | 1-5          | Løv-Ham          | 10 maggio ore 18.00 |
| Follese            | 0-1          | Brann            | 10 maggio ore 18.00 |
| Åsane              | 1-2          | Voss             | 10 maggio ore 18.00 |
| Årdal              | 5-4 (d.c.r.) | Stryn            | 10 maggio ore 18.00 |
| Førde              | 0-4          | Sogndal          | 10 maggio ore 18.00 |
| Sykkylven          | 1-4          | Hødd             | 10 maggio ore 18.00 |
| Skarbøvik          | 0-2          | Aalesund         | 10 maggio ore 18.00 |
| Surnadal           | 1-6          | Molde            | 10 maggio ore 18.00 |
| Kristiansund BK    | 0-2          | KIL/Hemne        | 10 maggio ore 18.00 |
| Kvik               | 1-8          | Rosenborg        | 10 maggio ore 18.00 |
| Charlottenlund     | 0-2          | Strindheim       | 10 maggio ore 18.00 |
| Nardo              | 1-3          | Byåsen           | 10 maggio ore 18.00 |
| Ranheim            | 3-2          | Verdal           | 10 maggio ore 18.00 |
| Levanger           | 1-0          | Mo               | 10 maggio ore 18.00 |
| Namsos             | 0-3          | Steinkjer        | 10 maggio ore 18.00 |
| Steigen            | 2-3          | Bodø/Glimt       | 10 maggio ore 18.00 |
| Grovfjord          | 0-5          | Tromsø           | 10 maggio ore 18.00 |
| Lofoten            | 1-3          | Harstad          | 10 maggio ore 18.00 |
| Skarp              | 6-3          | Lyngen/Karnes    | 10 maggio ore 18.00 |
| Hammerfest         | 3-2          | Alta             | 10 maggio ore 18.00 |
| Drøbak/Frogn       | 8-2          | Grorud           | 11 maggio ore 18.00 |
| Kjelsås            | 4-0          | Jevnaker         | 11 maggio ore 18.00 |
| Lørenskog          | 1-0          | Nybergsund       | 11 maggio ore 18.00 |
| Notodden           | 7-2          | Tønsberg         | 11 maggio ore 18.00 |
| Tollnes            | 0-1          | Bærum            | 11 maggio ore 18.00 |
| Mandalskameratene  | 5-0          | Vigør            | 11 maggio ore 18.00 |
| Vard Haugesund     | 2-3          | Kopervik         | 11 maggio ore 18.00 |
| Fram Larvik        | 0-1          | Kolstad          | 11 maggio ore 18.00 |

### Secondo turno
|                | Risultato |                   | Data               |
| -------------- | --------- | ----------------- | ------------------ |
| Lørenskog      | 2-4       | Lillestrøm        | 7 giugno ore 18.00 |
| Aalesund       | 8-1       | Ranheim           | 7 giugno ore 18.00 |
| Lisleby        | 1-4       | Lyn Oslo          | 8 giugno ore 18.00 |
| Sprint-Jeløy   | 1-2       | Fredrikstad       | 8 giugno ore 18.00 |
| Moss           | 3-0       | Kjelsås           | 8 giugno ore 18.00 |
| Manglerud Star | 5-3       | Fana              | 8 giugno ore 18.00 |
| Korsvoll       | 0-2       | Odd Grenland      | 8 giugno ore 18.00 |
| Skeid          | 2-0       | Notodden          | 8 giugno ore 18.00 |
| Bærum          | 0-1       | Sandefjord        | 8 giugno ore 18.00 |
| Eidsvold Turn  | 2-3       | Kongsvinger       | 8 giugno ore 18.00 |
| Raufoss        | 3-0       | Groruddalen       | 8 giugno ore 18.00 |
| Lillehammer    | 0-6       | Vålerenga         | 8 giugno ore 18.00 |
| Gjøvik-Lyn     | 2-3       | HamKam            | 8 giugno ore 18.00 |
| Strømsgodset   | 4-0       | Tønsberg          | 8 giugno ore 18.00 |
| Pors Grenland  | 6-0       | Drøbak/Frogn      | 8 giugno ore 18.00 |
| Flekkerøy      | 1-3       | Viking            | 8 giugno ore 18.00 |
| Ålgård         | 1-4       | Mandalskameratene | 8 giugno ore 18.00 |
| Klepp          | 1-2       | Bryne             | 8 giugno ore 18.00 |
| Kopervik       | 1-7       | Start             | 8 giugno ore 18.00 |
| Fyllingen      | 2-5       | Hønefoss          | 8 giugno ore 18.00 |
| Askøy          | 0-2       | Haugesund         | 8 giugno ore 18.00 |
| Voss           | 0-4       | Bryne             | 8 giugno ore 18.00 |
| Sogndal        | 5-0       | Årdal             | 8 giugno ore 18.00 |
| KIL/Hemne      | 1-11      | Molde             | 8 giugno ore 18.00 |
| Byåsen         | 1-3       | Løv-Ham           | 8 giugno ore 18.00 |
| Kolstad        | 0-1       | Stabæk            | 8 giugno ore 18.00 |
| Strindheim     | 0-3       | Follo             | 8 giugno ore 18.00 |
| Levanger       | 4-1       | Hødd              | 8 giugno ore 18.00 |
| Steinkjer      | 0-4       | Rosenborg         | 8 giugno ore 18.00 |
| Bodø/Glimt     | 4-1       | Skarp             | 8 giugno ore 18.00 |
| Tromsdalen     | 1-2       | Harstad           | 8 giugno ore 18.00 |
| Hammerfest     | 0-3       | Tromsø            | 8 giugno ore 18.00 |

### Terzo turno
|                   | Risultato    |                | Data               |
| ----------------- | ------------ | -------------- | ------------------ |
| Follo             | 3-2          | Molde          | 5 luglio ore 18.00 |
| Lyn Oslo          | 4-2          | Pors Grenland  | 5 luglio ore 18.00 |
| HamKam            | 3-1          | Moss           | 5 luglio ore 18.00 |
| Hønefoss          | 1-2          | Vålerenga      | 5 luglio ore 18.00 |
| Kongsvinger       | 2-3          | Fredrikstad    | 5 luglio ore 18.00 |
| Rosenborg         | 2-1          | Raufoss        | 5 luglio ore 18.00 |
| Brann             | 3-1          | Levanger       | 5 luglio ore 18.00 |
| Mandalskameratene | 4-1          | Odd Grenland   | 5 luglio ore 18.00 |
| Viking            | 4-0          | Manglerud Star | 5 luglio ore 18.00 |
| Løv-Ham           | 1-2          | Aalesund       | 5 luglio ore 18.00 |
| Harstad           | 1-5          | Lillestrøm     | 5 luglio ore 18.00 |
| Haugesund         | 6-7 (d.c.r.) | Start          | 6 luglio ore 18.00 |
| Bodø/Glimt        | 4-2          | Tromsø         | 6 luglio ore 18.00 |
| Stabæk            | 5-6 (d.c.r.) | Sogndal        | 6 luglio ore 18.00 |
| Sandefjord        | 3-2          | Skeid          | 5 luglio ore 18.00 |
| Bryne             | 3-1          | Strømsgodset   | 5 luglio ore 18.00 |

### Quarto turno
|             | Risultato    |                   | Data                |
| ----------- | ------------ | ----------------- | ------------------- |
| Fredrikstad | 6-4 (d.c.r.) | Bryne             | 19 luglio ore 18.00 |
| Vålerenga   | 2-1          | Aalesund          | 19 luglio ore 18.00 |
| Rosenborg   | 1-0          | Mandalskameratene | 19 luglio ore 18.00 |
| Sogndal     | 1-2          | Follo             | 19 luglio ore 18.00 |
| HamKam      | 2-3          | Sandefjord        | 19 luglio ore 18.00 |
| Lillestrøm  | 2-1          | Lyn Oslo          | 19 luglio ore 18.00 |
| Viking      | 5-0          | Bodø/Glimt        | 20 luglio ore 18.00 |
| Start       | 3-1          | Brann             | 20 luglio ore 18.00 |

### Quarti di finale
|           | Risultato |             | Data                |
| --------- | --------- | ----------- | ------------------- |
| Vålerenga | 0-3       | Fredrikstad | 19 agosto ore 16.00 |
| Start     | 3-2       | Lillestrøm  | 19 agosto ore 19.00 |
| Follo     | 0-1       | Sandefjord  | 20 agosto ore 16.00 |
| Viking    | 1-3       | Rosenborg   | 20 agosto ore 19.00 |

### Semifinali
|             | Risultato |            | Data                   |
| ----------- | --------- | ---------- | ---------------------- |
| Fredrikstad | 3-2       | Start      | 20 settembre ore 19.00 |
| Rosenborg   | 2-5       | Sandefjord | 21 settembre ore 19.00 |

### Finale
| Arbitro: | Tom Henning Øvrebø |

|                                    |           |  |
| Ramberg 5’ Piiroja 37’ Piiroja 43’ | Marcatori |  |

| Fredrikstad | Sandefjord |

#### Formazioni
| Fredrikstad (4-3-3) |    |                         |     |
|                     |    |                         |     |
| POR                 | 1  | Rami Shaaban            |     |
| TD                  | 2  | Pål André Czwartek      | 86’ |
| DC                  | 9  | Raio Piiroja            |     |
| DC                  | 3  | Patrik Gerrbrand        |     |
| TS                  | 23 | John Anders Bjørkøy (C) |     |
| CEN                 | 15 | Hans Erik Ramberg       |     |
| CEN                 | 18 | Christian Berg          |     |
| CEN                 | 7  | Simen Brenne            |     |
| ATT                 | 14 | Raymond Kvisvik         | 88’ |
| ATT                 | 21 | Mihály Tóth             |     |
| ATT                 | 13 | Tarik Elyounoussi       | 73’ |
| A disposizione:     |    |                         |     |
| POR                 | 25 | Lars Jørgen Myhrvold    |     |
| DIF                 | 5  | Agim Shabani            | 86’ |
| DIF                 | 6  | Tamás Szekeres          |     |
| ATT                 | 10 | Øyvind Hoås             | 88’ |
| CEN                 | 19 | Anders Stadheim         |     |
| CEN                 | 24 | Miikka Multaharju       |     |
| ATT                 | 26 | Gherland McDonald       | 73’ |
| Allenatore:         |    |                         |     |
| Knut Torbjørn Eggen |    |                         |     |

| Sandefjord (4-4-2) |    |                       |  |     |
|                    |    |                       |  |     |
| POR                | 12 | Espen Bugge Pettersen |  |     |
| TD                 | 17 | Olav Zanetti          |  |     |
| DC                 | 24 | Fredrik Kjølner       |  | 79’ |
| DC                 | 13 | Arnar Førsund         |  | 80’ |
| TS                 | 15 | Tom Kristoffersen (C) |  | 21’ |
| CLD                | 7  | Tommy Knarvik         |  |     |
| CEN                | 6  | Mikael Andersson      |  |     |
| CEN                | 9  | Fredrik Thorsen       |  | 57’ |
| CLS                | 18 | Erik Mjelde           |  | 88’ |
| ATT                | 11 | Andreas Tegström      |  |     |
| ATT                | 10 | Adriano               |  |     |
| A disposizione     |    |                       |  |     |
| POR                | 1  | Skule Notø            |  |     |
| DIF                | 2  | Thomas Eftedal        |  |     |
| CEN                | 8  | Hans Erik Ødegaard    |  |     |
| CEN                | 14 | Tuomas Haapala        |  | 88’ |
| CEN                | 16 | Samuel Isaksen        |  | 57’ |
| ATT                | 23 | Brian Waltrip         |  | 80’ |
| DIF                | 29 | Ole Tobiasen          |  |     |
| Allenatore:        |    |                       |  |     |
| Tor Thodesen       |    |                       |  |     |